# میهای تریستاریو
میهای تریستاریو (به انگلیسی: Mihai Trăistariu) (زاده ۱۶ دسامبر ۱۹۷۹) خوانندهٔ رومانیایی است.
او در مسابقه آواز یوروویژن ۲۰۰۶ نماینده رومانی بود.